# Liste d'œuvres d'art public dans l'Aude
Cet article vise à recenser les œuvres d'art dans l'espace public de l'Aude, en France.

## Liste
Les œuvres sont classées par ordre alphabétique de communes et, au sein de celles-ci, par ordre chronologique d'installation, dans la mesure des informations disponibles.

### Sculptures
| Œuvre                                  | Auteur                             | Commune               | Localisation                                                           | Notes | Installation | Coordonnées                      | Illustration |
| -------------------------------------- | ---------------------------------- | --------------------- | ---------------------------------------------------------------------- | --- | ------------ | -------------------------------- | --- |
| Lion                                   | Charles Jacquot                    | Alet-les-Bains        | Dans le jardin des Thermes                                             | | À déterminer | à géolocaliser                   | Image manquante |
| Nymphe à la rame                       | À déterminer                       | Alet-les-Bains        | Dans le jardin des Thermes                                             | | À déterminer | à géolocaliser                   | Image manquante |
| Buste d'Henri Vialatte                 | Alexandre Laporte                  | Alzonne               | Promenade                                                              | | 1902         | 43° 15′ 13″ nord, 2° 10′ 41″ est | Image manquante |
| Monument à la République               | À déterminer                       | Arzens                | Sur la place de la Mairie                                              | | À déterminer | 43° 11′ 57″ nord, 2° 12′ 39″ est | Image manquante |
| Monument à la République               | Eugène-Louis Lequesne              | Bages                 | Sur la place de Juin-1907                                              | | 1888         | 43° 07′ 25″ nord, 2° 59′ 34″ est | Image manquante |
| Monument à la République               | Jean-Antoine Injalbert             | Belvèze-du-Razès      | Avenue de l'Hôtel-de-Ville                                             | | 1906         | 43° 07′ 29″ nord, 2° 05′ 42″ est | Image manquante |
| Monument à la République               | À déterminer                       | Boutenac              | Sur la place de l'Église                                               | | À déterminer | 43° 08′ 51″ nord, 2° 47′ 29″ est | Monument à la République |
| Autour des platanes                    | Jean-Luc Vilmouth                  | Carcassonne           | Château Comtal                                                         | | 2007         | 43° 12′ 26″ nord, 2° 21′ 48″ est | Autour des platanes |
| Statue d'Armand Barbès                 | Paul Manaut                        | Carcassonne           | Boulevard Barbès                                                       | Représente Armand Barbès. L'originale réalisée par Alexandre Falguière, inaugurée en 1886, est fondue en 1942, dans le cadre de la mobilisation des métaux non ferreux.         | À déterminer | 43° 12′ 38″ nord, 2° 21′ 04″ est | Statue d'Armand Barbès |
| Buste de Jean-Pierre Cros-Mayrevieille | Jean Augé                          | Carcassonne           | Sur la place du Château                                                | Représente Jean-Pierre Cros-Mayrevieille. L'originale de Jean Rivière est fondue en 1942, dans le cadre de la mobilisation des métaux non ferreux.                              | 1911         | 43° 12′ 24″ nord, 2° 21′ 52″ est | Buste de Jean-Pierre Cros-Mayrevieille |
| Buste de Dame Carcas                   | À déterminer                       | Carcassonne           | Porte Narbonnaise                                                      | Représente Dame Carcas. Réplique de l'original, datant du XVIe siècle et conservé au musée lapidaire du château comtal                                                          | À déterminer | 43° 12′ 24″ nord, 2° 21′ 57″ est | Buste de Dame Carcas |
| Helena                                 | Raymond Sudre                      | Carcassonne           | Dans le square Gambetta, devant le Musée des beaux-arts de Carcassonne | Érigée en 1907 dans le jardin André-Chénier | À déterminer | 43° 12′ 44″ nord, 2° 21′ 20″ est | Helena |
| Jeanne d'Arc au sacre,                 | André Vermare                      | Carcassonne           | Contre le mur de la sacristie de la cathédrale Saint-Michel            | Représente Jeanne d'Arc. Érigée en 1972 devant le parvis de la cathédrale. Retirée lors des travaux en 2016.                                                                    | 2016         | 43° 12′ 39″ nord, 2° 21′ 05″ est | Jeanne d'Arc au sacre |
| Monument à Paul Lacombe                | Henry Parayre                      | Carcassonne           | Dans l'auditorium du jardin du collège royal                           | Représente Paul Lacombe. Érigé en 1929 dans le square Gambetta. Déplacée en 2006 à la suite des travaux du parking souterrain.                                                  | Après 2010   | à géolocaliser                   | Monument à Paul Lacombe« monument de Lacombe Paul », notice no IM11000021, sur la plateforme ouverte du patrimoine, base Palissy, ministère français de la Culture   |
| Buste de Théophile Marcou              | Théophile Barrau                   | Carcassonne           | Sur la place Marcou                                                    | Représente Théophile Marcou. | 1901         | 43° 12′ 24″ nord, 2° 21′ 53″ est | Buste de Théophile Marcou |
| Médaillon de Joseph Poux               | Paul Ducuing                       | Carcassonne           | Dans le square du Prado                                                | Représente Joseph Poux. | 1938         | 43° 12′ 24″ nord, 2° 21′ 58″ est | Monument à Joseph Poux |
| Statue de Puig-Aubert                  | À déterminer                       | Carcassonne           | Stade Albert-Domec                                                     | Représente Puig-Aubert. | À déterminer | à géolocaliser                   | Image manquante |
| Buste d'Omer Sarraut                   | Paul Ducuing                       | Carcassonne           | Dans le jardin André-Chénier                                           | Représente Omer Sarraut. Les allégories de la femme, l'enfant et du vigneron autour du piédestal sont fondues en 1942, dans le cadre de la mobilisation des métaux non ferreux. | 1905         | 43° 13′ 00″ nord, 2° 21′ 05″ est | Buste d'Omer Sarraut |
| Stèle à Pierre et Maria Sire           | Paul Manaut                        | Carcassonne           | Dans le jardin Pierre et Maria Sire                                    | | 1951         | 43° 12′ 34″ nord, 2° 21′ 36″ est | Stèle Pierre Maria Sire |
| Y penser toujours ou La France         | Jacques Louis Robert Villeneuve    | Carcassonne           | Dans le cimetière Saint-Michel                                         | | 1906         | 43° 12′ 22″ nord, 2° 21′ 06″ est | Y penser toujours |
| Daphné                                 | Jules Dercheu                      | Castelnaudary         | Sur la place de la Liberté                                             | Représente Daphné. Créée en 1898. | 1906         | 43° 19′ 11″ nord, 1° 57′ 11″ est | Daphné |
| Buste d'Auguste Fourès                 | Jean-Baptiste Malacan              | Castelnaudary         | Dans le square Victor-Hugo                                             | | 1927         | 43° 19′ 01″ nord, 1° 57′ 21″ est | Image manquante |
| Buste d'Alexandre Soumet               | Pierre Guignard                    | Castelnaudary         | Dans le square Victor-Hugo                                             | | 1905         | 43° 19′ 00″ nord, 1° 57′ 22″ est | Image manquante |
| Buste de Charles Cros                  | Henry Cros                         | Fabrezan              | Sur la place Charles-Cros                                              | Représente Charles Cros. | 1988         | 43° 08′ 09″ nord, 2° 41′ 54″ est | Buste de Charles Cros |
| Monument à la République               | À déterminer                       | Fabrezan              | Sur la place de la République                                          | | 1899         | 43° 08′ 09″ nord, 2° 41′ 52″ est | Image manquante |
| Saint Régis                            | André Besqueut                     | Fontcouverte          | Rue de Saint-Régis                                                     | Représente Jean-François Régis. | 1920         | 43° 10′ 07″ nord, 2° 41′ 11″ est | Image manquante |
| Statue de Françoise de Cezelli         | Paul Ducuing                       | Leucate               | Sur la place de la République                                          | Représente Françoise de Cezelli. L'originale de 1899 est fondue en 1942, dans le cadre de la mobilisation des métaux non ferreux.                                               | 2007         | 42° 54′ 35″ nord, 3° 01′ 37″ est | Image manquante |
| Monument à la République               | À déterminer                       | Leucate               | Sur la place de la République                                          | | À déterminer | 42° 54′ 37″ nord, 3° 01′ 40″ est | Image manquante |
| Buste de Joseph Anglade                | Joachim Costa                      | Lézignan-Corbières    | Dans le jardin Victor-Hugo                                             | Représente Joseph Anglade. | 1933         | à géolocaliser                   | Buste de Joseph Anglade« monument de Anglade Joseph », notice no IM11000059, sur la plateforme ouverte du patrimoine, base Palissy, ministère français de la Culture |
| Nymphe à la source                     | Henri Levasseur                    | Lézignan-Corbières    | Dans le jardin Victor-Hugo                                             | | 1906         | à géolocaliser                   | Image manquante |
| Buste d'Alexandre Guiraud              | À déterminer                       | Limoux                | À déterminer                                                           | Représente Alexandre Guiraud. | À déterminer | à géolocaliser                   | Image manquante |
| La Source                              | Louis Sauvageau                    | Limoux                | Sur la place du 22 Septembre                                           | | 1892         | 43° 03′ 16″ nord, 2° 13′ 17″ est | La Source |
| Monument à la République               | À déterminer                       | Luc-sur-Orbieu        | Sur la place de la République                                          | | 1889         | 43° 10′ 40″ nord, 2° 47′ 09″ est | Image manquante |
| Monument à la République               | Albert-Ernest Carrier-Belleuse     | Magrie                | Sur la place de la Mairie                                              | | 1882         | à géolocaliser                   | Image manquante |
| Monument à la République               | Angelo Francia                     | Mailhac               | Sur la place du Bicentenaire de la Révolution                          | | 1886         | 43° 18′ 12″ nord, 2° 49′ 38″ est | Image manquante |
| Buste d'Ernest Ferroul                 | Élie Ottavy                        | Mas-Cabardès          | Route de Carcassonne                                                   | Représente Ernest Ferroul. | À déterminer | à géolocaliser                   | Image manquante |
| Monument des saintes Puelles           | À déterminer                       | Mas-Saintes-Puelles   | Route de Ricaud                                                        | | 1925         | à géolocaliser                   | Image manquante |
| Statue de Saint Pierre                 | À déterminer                       | Montferrand           | À déterminer                                                           | Représente Pierre. | À déterminer | à géolocaliser                   | Statue de Saint Pierre |
| Monument à la République               | À déterminer                       | Moussan               | Rue du 1er-Mai                                                         | | 1893         | à géolocaliser                   | Image manquante |
| Statue de Saint Régis                  | À déterminer                       | Moux                  | Sur la place Saint-Régis                                               | Représente Jean-François Régis. | 1885         | à géolocaliser                   | Statue de Saint Régis« monument de saint Régis », notice no IM11000062, sur la plateforme ouverte du patrimoine, base Palissy, ministère français de la Culture      |
| Le Fou chantant                        | Olivier Delobel                    | Narbonne              | Maison natale de Charles Trénet                                        | Représente Charles Trenet. | 2000         | 43° 11′ 02″ nord, 2° 59′ 48″ est | Le Fou chantant |
| Louve capitoline                       | À déterminer                       | Narbonne              | Rue Droite                                                             | Copie de l'originale conservée à Rome. | 1982         | 43° 11′ 10″ nord, 3° 00′ 22″ est | Louve capitoline |
| Buste de Louis Madaule                 | Olivier Delobel                    | Narbonne              | Avenue Louis-Madaule                                                   | Représente Louis Madaule. | 2004         | à géolocaliser                   | Image manquante |
| Hubert Mouly                           | Olivier Delobel                    | Narbonne              | À déterminer                                                           | | 2014         | 43° 10′ 46″ nord, 3° 01′ 12″ est | Image manquante |
| Pythie de Delphes                      | Charles-Arthur Bourgeois           | Narbonne              | Sur la place Vincent-Hyspa                                             | | 1898         | à géolocaliser                   | Image manquante |
| Médaillon de Paul Tournal              | Marcel Herans                      | Narbonne              | Dans le jardin de l'évêché                                             | Représente Paul Tournal. | 1933         | à géolocaliser                   | Image manquante |
| Monument à Léon Blum                   | À déterminer                       | Narbonne              | Boulevard Frédéric-Mistral                                             | Représente Léon Blum. | À déterminer | à géolocaliser                   | Image manquante |
| Ernest Ferroul                         | Firmin Michelet                    | Narbonne              | Boulevard Frédéric-Mistral                                             | | 1933         | 43° 11′ 10″ nord, 3° 00′ 05″ est | Image manquante |
| Monument à la République               | Eugène-Louis Lequesne              | Ouveillan             | Sur la place Rouquier                                                  | | À déterminer | 43° 17′ 15″ nord, 2° 58′ 14″ est | Image manquante |
| Monument à la République               | À déterminer                       | Pépieux               | Boulevard du Minervois                                                 | | 1900         | 43° 17′ 51″ nord, 2° 40′ 41″ est | Image manquante |
| Monument à la République               | À déterminer                       | Peyrefitte-du-Razès   | Sur la place de l'Église                                               | | 1907         | 43° 03′ 41″ nord, 2° 01′ 22″ est | Image manquante |
| Monument à la République               | À déterminer                       | Plaigne               | À déterminer                                                           | | 1910         | 43° 10′ 24″ nord, 1° 48′ 45″ est | Image manquante |
| Monument à la République               | Angelo Francia                     | La Redorte            | À déterminer                                                           | | 1900         | 43° 15′ 02″ nord, 2° 39′ 22″ est | Image manquante |
| Saint Gaudéric                         | À déterminer                       | Saint-Gaudéric        | Sur la place de l'Église                                               | |              | 43° 07′ 42″ nord, 1° 56′ 50″ est | Saint Gaudéric |
| Monument à la République               | À déterminer                       | Saint-Nazaire-d'Aude  | Sur la place de la République                                          | | 1879         | 43° 14′ 40″ nord, 2° 53′ 39″ est | Image manquante |
| Monument à la République               | Jean-Antoine Injalbert             | Saissac               | Mairie                                                                 | | 1933         | 43° 21′ 39″ nord, 2° 10′ 08″ est | Image manquante |
| Monument à la République               | À déterminer                       | Sallèles-d'Aude       | Sur la place de la République                                          | | 1883         | 43° 15′ 27″ nord, 2° 56′ 45″ est | Image manquante |
| Charles Trénet                         | Pascale Delorme et Thierry Delorme | Salles-d'Aude         | Aire de Narbonne-Vinassan Sud                                          | | 2017         | 43° 12′ 52″ nord, 3° 05′ 32″ est | Image manquante |
| Monument à la République               | Angelo Francia                     | Talairan              | Sur la place de la République                                          | | À déterminer | 43° 03′ 06″ nord, 2° 39′ 46″ est | Monument à la République |
| Monument à la République               | À déterminer                       | Tourouzelle           | Sur la place de la République                                          | | 1889         | 43° 15′ 13″ nord, 2° 43′ 20″ est | Image manquante |
| Buste de Jean Chavanette               | À déterminer                       | Tuchan                | Promenade                                                              | | 1913         | 42° 53′ 20″ nord, 2° 43′ 12″ est | Image manquante |
| Monument à la République               | Jean-Antoine Injalbert             | Tuchan                | Promenade                                                              | | 1912         | 42° 53′ 21″ nord, 2° 43′ 08″ est | Image manquante |
| Monument à la République               | À déterminer                       | Ventenac-en-Minervois | Sur la place de la Mairie                                              | |              | 43° 14′ 54″ nord, 2° 51′ 37″ est | Image manquante |
| Buste d'Édouard Aymard                 | James Pradier                      | Villemoustaussou      | Rue du Général-Aymard                                                  | Représente Édouard Aymard. | 1903         | 43° 15′ 06″ nord, 2° 21′ 53″ est | Image manquante |
| Monument à la République               | À déterminer                       | Villeneuve-Minervois  | Sur la place de la Grande-Fontaine                                     | | 1885         | 43° 18′ 57″ nord, 2° 27′ 44″ est | Monument à la République |

### Monuments aux morts
| Œuvre                                                       | Auteur                                 | Commune               | Localisation                                                              | Notes | Installation | Coordonnées                      | Illustration                                                                                                  |
| ----------------------------------------------------------- | -------------------------------------- | --------------------- | ------------------------------------------------------------------------- | --- | ------------ | -------------------------------- | --- |
| Le Poilu victorieux (monument aux morts)                    | Copie d'après Eugène Bénet             | Arzens                | Rue de la Promenade                                                       | | À déterminer | à géolocaliser                   | Le Poilu victorieux (monument aux morts)« Monument aux morts de 1914-1918 à Arzens », sur À nos grands hommes |
| Poilu au repos (monument aux morts)                         | Copie d'après Étienne Camus            | Bessède-de-Sault      | À déterminer                                                              | | 1922         | à géolocaliser                   | Image manquante                                                                                               |
| Monument aux morts de 1870-1871                             | René Philéas Carillon                  | Carcassonne           | Sur la place Davilla                                                      | | 1914         | 43° 12′ 46″ nord, 2° 20′ 48″ est | Monument aux morts de 1870-1871 de Carcassonne                                                                |
| Le Poilu victorieux (monument aux morts)                    | Copie d'après Eugène Bénet             | Cavanac               | À déterminer                                                              | | À déterminer | à géolocaliser                   | Image manquante                                                                                               |
| Monument aux morts                                          | Jean Magrou                            | Coursan               | Au milieu du pont franchissant le canal de Grand-Vignes                   | Inscrit MH (2018). | À déterminer | 43° 13′ 58″ nord, 3° 03′ 21″ est | Image manquante                                                                                               |
| Monument aux morts                                          | Firmin Michelet                        | Fabrezan              | Intersection de l'avenue du Café-Peyrou et de l'avenue de l'Ancienne-Gare | Inscrit MH (2018). | 1927         | 43° 08′ 12″ nord, 2° 42′ 00″ est | Monument aux morts de Fabrezan                                                                                |
| Poilu au repos (monument aux morts)                         | Copie d'après Étienne Camus            | Gardie                | À déterminer                                                              | | À déterminer | à géolocaliser                   | Image manquante                                                                                               |
| Poilu au repos (monument aux morts)                         | Copie d'après Étienne Camus            | Gruissan              | Avenue du général Azibert (RD 32)                                         | | À déterminer | à géolocaliser                   | Image manquante                                                                                               |
| Poilu au repos (monument aux morts)                         | Copie d'après Étienne Camus            | Hounoux               | Au bord de la RD 763                                                      | | À déterminer | 43° 07′ 43″ nord, 2° 00′ 02″ est | Monument aux morts de Hounoux                                                                                 |
| Poilu au repos (monument aux morts)                         | Copie d'après Étienne Camus            | Labastide-d'Anjou     | Sur la place de l'église                                                  | | À déterminer | à géolocaliser                   | Image manquante                                                                                               |
| Poilu au repos (monument aux morts)                         | Copie d'après Étienne Camus            | Ladern-sur-Lauquet    | Avenue de la Condamine                                                    | | À déterminer | à géolocaliser                   | Image manquante                                                                                               |
| La Défense du drapeau (d) (monument aux morts de 1870-1871) | Aristide Croisy Hippolyte Heizler      | Limoux                | Promenade du Tivoli                                                       | | 1899         | 43° 03′ 15″ nord, 2° 12′ 47″ est | Monument aux morts de 1870-1871 de Limoux                                                                     |
| Monument aux morts                                          | Paul Dardé                             | Limoux                | Dans le cimetière                                                         | Inscrit MH (2018). | 1924         | 43° 03′ 03″ nord, 2° 13′ 03″ est | Monument aux morts de Limoux                                                                                  |
| Poilu au repos (monument aux morts)                         | Copie d'après Étienne Camus            | Malviès               | À déterminer                                                              | | À déterminer | à géolocaliser                   | Poilu au repos (monument aux morts)                                                                           |
| Poilu au repos (monument aux morts)                         | Copie d'après Étienne Camus            | Montolieu             | Rue du 11 novembre 1918                                                   | | À déterminer | à géolocaliser                   | Image manquante                                                                                               |
| Monument aux morts                                          | Élie Ottavy                            | Narbonne              | Cours Mirabeau                                                            | La statue du poilu originale est dynamitée par les autorités allemandes dans la nuit du 31 décembre 1943 au 1er janvier 1944. Une statue de remplacement réalisée par Yvonne Gisclard-Cau est installée en 1960. | 1922         | 43° 10′ 54″ nord, 3° 00′ 21″ est | Monument aux morts de Narbonne                                                                                |
| Le Souvenir (monument aux morts)                            | René Iché                              | Ouveillan             | À déterminer                                                              | Inscrit MH (2018). | 1927         | 43° 17′ 19″ nord, 2° 58′ 20″ est | Image manquante                                                                                               |
| Poilu au repos (monument aux morts)                         | Copie d'après Étienne Camus            | Peyriac-de-Mer        | À déterminer                                                              | | À déterminer | à géolocaliser                   | Image manquante                                                                                               |
| Poilu au repos (monument aux morts)                         | Copie d'après Étienne Camus            | Pieusse               | À déterminer                                                              | | À déterminer | à géolocaliser                   | Image manquante                                                                                               |
| Poilu baïonnette au canon (d) (monument aux morts)          | Copie d'après Étienne Camus            | Pradelles-en-Val      | À déterminer                                                              | | À déterminer | à géolocaliser                   | Poilu baïonnette au canon (d) (monument aux morts)                                                            |
| Poilu au repos (monument aux morts)                         | Copie d'après Étienne Camus            | Rivel                 | À déterminer                                                              | | À déterminer | à géolocaliser                   | Image manquante                                                                                               |
| Monument aux morts                                          | À déterminer                           | Saint-Martin-Lalande  | À déterminer                                                              | | À déterminer | 43° 17′ 59″ nord, 2° 01′ 09″ est | Monument aux morts de Saint-Martin-Lalande                                                                    |
| Poilu au repos (monument aux morts)                         | Copie d'après Étienne Camus            | Saint-Michel-de-Lanès | Devant la mairie                                                          | | À déterminer | à géolocaliser                   | Poilu au repos (monument aux morts)                                                                           |
| La Victoire en chantant (monument aux morts)                | Copie d'après Charles Édouard Richefeu | Villelongue-d'Aude    | Devant l'école, à côté de la mairie                                       | | À déterminer | à géolocaliser                   | La Victoire en chantant (monument aux morts)                                                                  |

### Fontaines
| Œuvre                     | Auteur                | Commune        | Localisation                        | Notes                                   | Installation | Coordonnées                      | Illustration              |
| ------------------------- | --------------------- | -------------- | ----------------------------------- | --------------------------------------- | ------------ | -------------------------------- | ------------------------- |
| Fontaine de la République | Eugène-Louis Lequesne | Alet-les-Bains | Sur la place de la République       |                                         | À déterminer | 42° 59′ 48″ nord, 2° 15′ 21″ est | Fontaine de la République |
| Fontaine monumentale      | Barata                | Carcassonne    | Sur la Place Carnot                 | Représente Neptune. Inscrite MH (1926). | 1770         | 43° 12′ 48″ nord, 2° 21′ 06″ est | Fontaine monumentale      |
| Fontaine de Vénus         | Mathurin Moreau       | Limoux         | Sur la place de la République       | Représente Vénus.                       | 1881         | 43° 03′ 13″ nord, 2° 13′ 03″ est | Fontaine de Vénus         |
| Fontaine de Saint Régis   | À déterminer          | Moux           | En face de la maison de sa nourrice | Représente Jean-François Régis.         | À déterminer | à géolocaliser                   | Fontaine de Saint Régis   |

### Œuvres disparues ou retirées
| Œuvre                       | Auteur       | Commune     | Localisation            | Notes | Installation | Coordonnées    | Illustration    |
| --------------------------- | ------------ | ----------- | ----------------------- | --- | ------------ | -------------- | --------------- |
| Buste du poète Achille Mir, | Paul Ducuing | Carcassonne | Dans le square Gambetta | Représentait Achille Mir. Fondu sous le régime de Vichy, dans le cadre de la mobilisation des métaux non ferreux. | 1908         | à géolocaliser | Image manquante |